# Caldus
Caldus (llatí: Caldus) fou el cognomen principal d'una família de la gens Cèlia, i prové d'una síncope de calǐdus 'calent'. Ciceró en diu: «Aliquem Caldum vocari quod temerario et repentino consilio sit» ('Hom anomena Caldum allò que dona un consell temerari i sobtat').
Personatges destacats de la família van ser: 
- Gai Celi Caldus (cònsol 94 aC), magistrat romà
- Gai Celi Caldus (qüestor 50 aC), magistrat romà
- Cert Caldus, de prenom desconegut, militar romà